# WKG KAS Saßnitz
Die Wettkampfgemeinschaft KAS Sassnitz war ein kurzlebiger Sportverein im Deutschen Reich mit Sitz in der Stadt Saßnitz im heutigen Landkreis Vorpommern-Rügen.

## Geschichte
Die WKG trat das erste Mal in der Saison 1942/43 als Neuling in der 1. Klasse Pommern an. In der Kreisgruppe A, in der der Verein eingeordnet wurde, belegte die Mannschaft nach der ersten Saison mit 4:2 Punkten den zweiten Platz. Die Mannschaft hatte in dieser Saison allerdings auch nur drei Einsätze. In der nächsten Saison konnte die WKG mit 3:15 Punkten und dem siebten Platz, den Abstieg nur knapp verhindern. Zur neuen Saison wurden alle Vereine, die noch am Spielbetrieb teilnehmen konnten, in die Gauliga Pommern eingeteilt und dort in sogenannte Sportkreisgruppen eingeteilt. Die Gruppe Stralsund des Abschnitt West wurde der WKG zugeteilt. Ob es überhaupt zu einem Spielbetrieb in dieser Saison kam, ist nicht überliefert. Spätestens am Ende des Zweiten Weltkriegs wurde der Verein dann auch aufgelöst.